# Spiraea prunifolia
Spiraea prunifolia es una especie de arbusto perteneciente a la familia de las rosáceas. Se encuentra en Japón, Corea, y China.

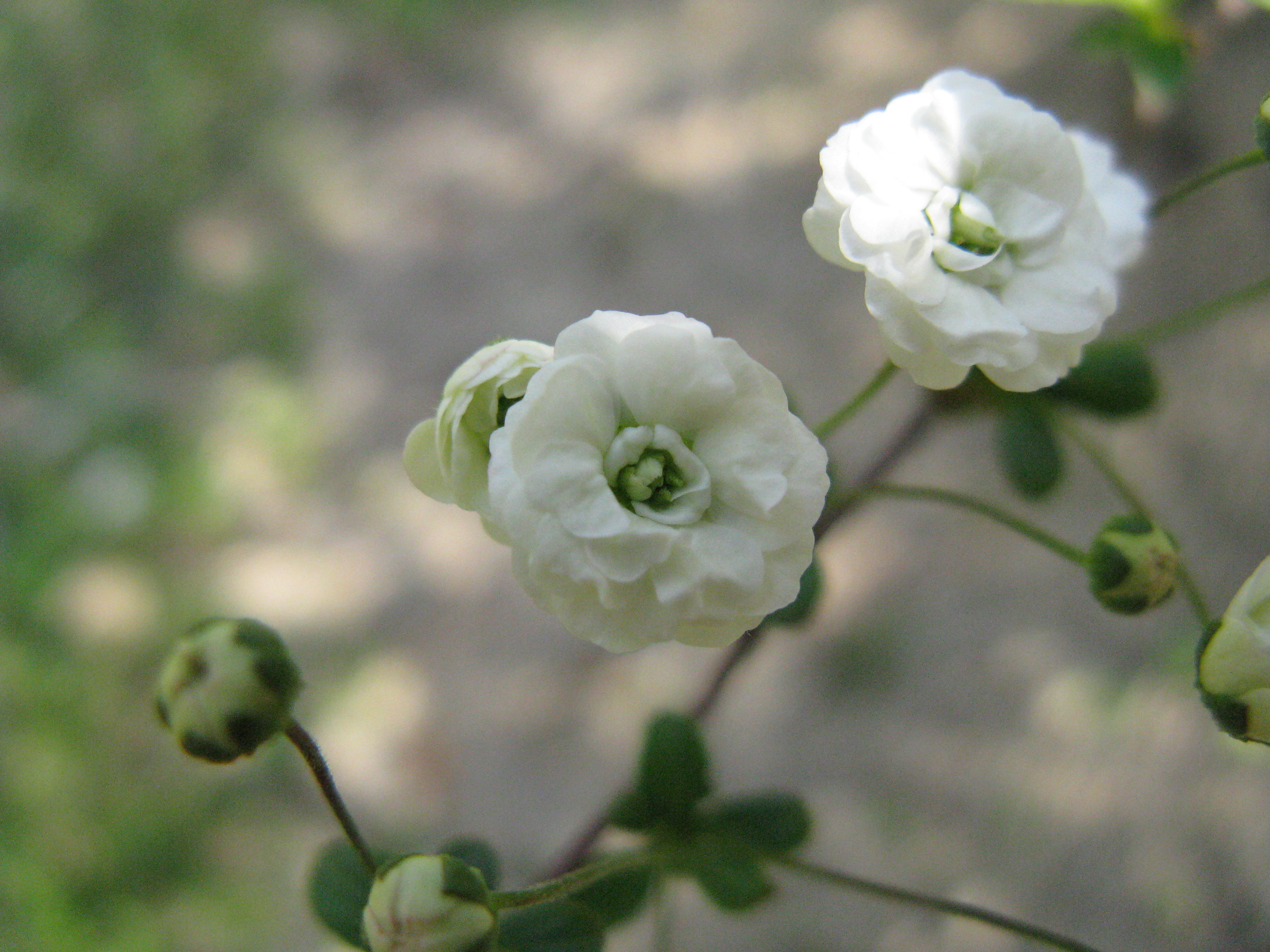
Detalle de la flor

## Descripción
Es un arbusto que alcanza un tamaño de hasta 3 m de altura. Las ramillas de color marrón rojizo, que se vuelve gris-marrón y negro-marrón cuando son viejas, delgadas, ligeramente inclinadas, pubescentes al principio, luego poco a poco glabrescentes; las yemas ovoides, pequeñas, con varias escalas, glabras. Pecíolo de 2-4 mm, pubescente; láminas de las hojas de ovadas a oblongo-lanceoladas, de 1.5-3 × 0.7-1.4 cm, pubescentes en ambas superficies, inicialmente, luego glabrescentes adaxialmente o en ambas superficies, con venas pinnadas, base cuneada, el margen  marcadamente aserrados desde la base o por encima de la media hasta el ápice. Las inflorescencias en umbelas sésiles, de 2-3 x 1,5-3 cm, con 3-6 de flores, con unas pocas hojas agrupadas en la base; pedicelos 10-24 mm, pubescente; brácteas con forma de hoja, 4-7 × 3-5 mm. Las flores con hipanto campanulado, más corto que los sépalos, pubescentes o glabros abaxialmente. Sépalos triangulares o triangular-ovadas, 1,5-2 mm, más cortos que los pétalos, ápice agudo. Pétalos blancos, obovados o suborbiculares. Los frutos en folículos glabros o pubescentes a lo largo de la sutura adaxial. Fl. Mar a mayo.

## Distribución y hábitat
Se encuentra en matorrales, pendientes, rocas, acantilados escarpados, lugares secos y soleados también comúnmente cultivada (var. prunifolia ), desde el nivel del mar hasta los 1500 metros, en Anhui, Fujian, Guizhou, Guangdong, Henan, Hubei, Hunan, Jiangsu, Jiangxi, Shaanxi, Shandong, Sichuan, Taiwán, Xizang, Zhejiang en china y en Japón y Corea.

## Taxonomía
Spiraea prunifolia fue descrita por Siebold & Zucc. y publicado en Flora Japonica 1: 131–132, pl. 70, en el año 1835.
Sinonimia
var. hupehensis (Rehder) Rehder
- Spiraea hypericifolia var. hupehensis Rehder[5]

var. prunifolia
- Spiraea prunifolia var. plena C.K. Schneid.

var. pseudoprunifolia (Hayata ex Nakai) H.L.Li
- Spiraea pseudoprunifolia Hayata ex Nakai[6]

var. simpliciflora (Nakai) Nakai
- Spiraea prunifolia f. simpliciflora Nakai
- Spiraea simpliciflora (Nakai) Nakai[7]